# Modellteori
Modellteori är ett stort ämnesområde med många delområden som alla på ett eller annat sätt handlar om studiet av modeller (strukturer) såsom dessa definieras inom logik. Modellteorin är en gren av den matematiska logiken och har därför kopplingar både till andra delar av matematiken och till delar av filosofin. Modellteori är också sporadiskt användbart i datalogi och lingvistik.
En modell är en mängd tillsammans med ett antal relationer och funktioner på denna mängd. Till en modell kan associeras ett första ordningens språk, vars formler får en tolkning i modellen och därigenom ett sanningsvärde. Exempel på modeller är flera av de algebraiska strukturer som studerar i matematiken, till exempel ringar, kroppar och grupper. 
Ett påstående P i ett formellt språk sägs vara sant i en modell A om tolkningen av symbolerna i P är sådana att den tolkade satsen är sann i A. Samma påstående P kan samtidigt vara falskt i en annan modell B på grund av att den tolkar symbolerna annorlunda. Mängden av alla satser som är sanna i en modell A kallas för teorin för A.

## Klassisk modellteori
Grundläggande satser i modellteori är satser om existens av modeller för en given teori:
- Modellexistenssatsen som säger att varje motsägelsefri teori har en modell.
- Kompakthetssatsen som säger att en teori har en modell om och endast om varje ändlig delteori har en modell
- Omitting types som säger att det existerar modeller som undviker element som satisfierar en viss typ
- Skolems sats som säger att det för varje teori finns modeller i varje kardinalitet större än språkets.

Andra klassiska resultat är semantiska klassificeringar av definierbarhet, till exempel:
- Svenonius teorem som relaterar definierbarhet till existens av automorfier.
- Beths teorem som relaterar implicit och explicit definierbarhet

liksom flera satser som relaterar den syntaktiska formen på en formel till egenskaper kring hur den bevaras längd olika morfier.

## Algebraisk modellteori
Under 1950-talet kom modellteorin, framförallt under ledning av Abraham Robinson att närma sig och tillämpas på algebran. Ett exempel på denna utveckling är begreppet modellfullständighet som är en abstrakt analogi till den särställning som de algebraiskt slutna kropparna har i teorin för kroppar.
En annan central konstruktion är ultraprodukter, som är en metod att utifrån en mängd M av modeller konstruera en modell som har alla egenskaper som "många" modeller i M har. Att "många" modeller skall ha en egenskap tolkas här som att det skall finnas en delmängd S till M som tillhör ett ultrafilter på M sådan att alla modeller i S har egenskapen.
Ultraprodukter kan till exempel användas för att formalisera Lefschets princip om övergång från positiv karakteristik till karakteristik 0 i algebraisk geometri. Ultraprodukter har också använts bland annat av Ax inom aritmetisk algebraisk geometri.

## Modern modellteori
En central strömning i modern modellteori är studiet av beroenderelationer och dimensionsfunktioner på modeller. Strömningen grundlades av Morleys teorem om överuppräkneligt kategoriska teorier och har sedan dess utvecklats lavinartat, bland annat genom Shelahs klassifikationsteori och geometrisk modellteori, initierad av Hrushovski. Denna utveckling har också inneburit att modellteori kommit att kopplas alltmer till andra delar av matematiken. Ett prominent exempel är Hrushovskis bevis för Mordell-Langs förmodan i funktionskroppsfallet.

## Begrepp i modellteorin
Olika modeller kan stå i olika förhållanden till varandra. Begreppen definieras i sina respektive artiklar. Några exempel på inbördes förhållanden som kan råda:
- A och B är isomorfa.
- A och B är elementärt ekvivalenta.
- A är en delstruktur till B.
- A är inbäddbar i B.
- A är en expansion av B.